# Flygarmonumentet

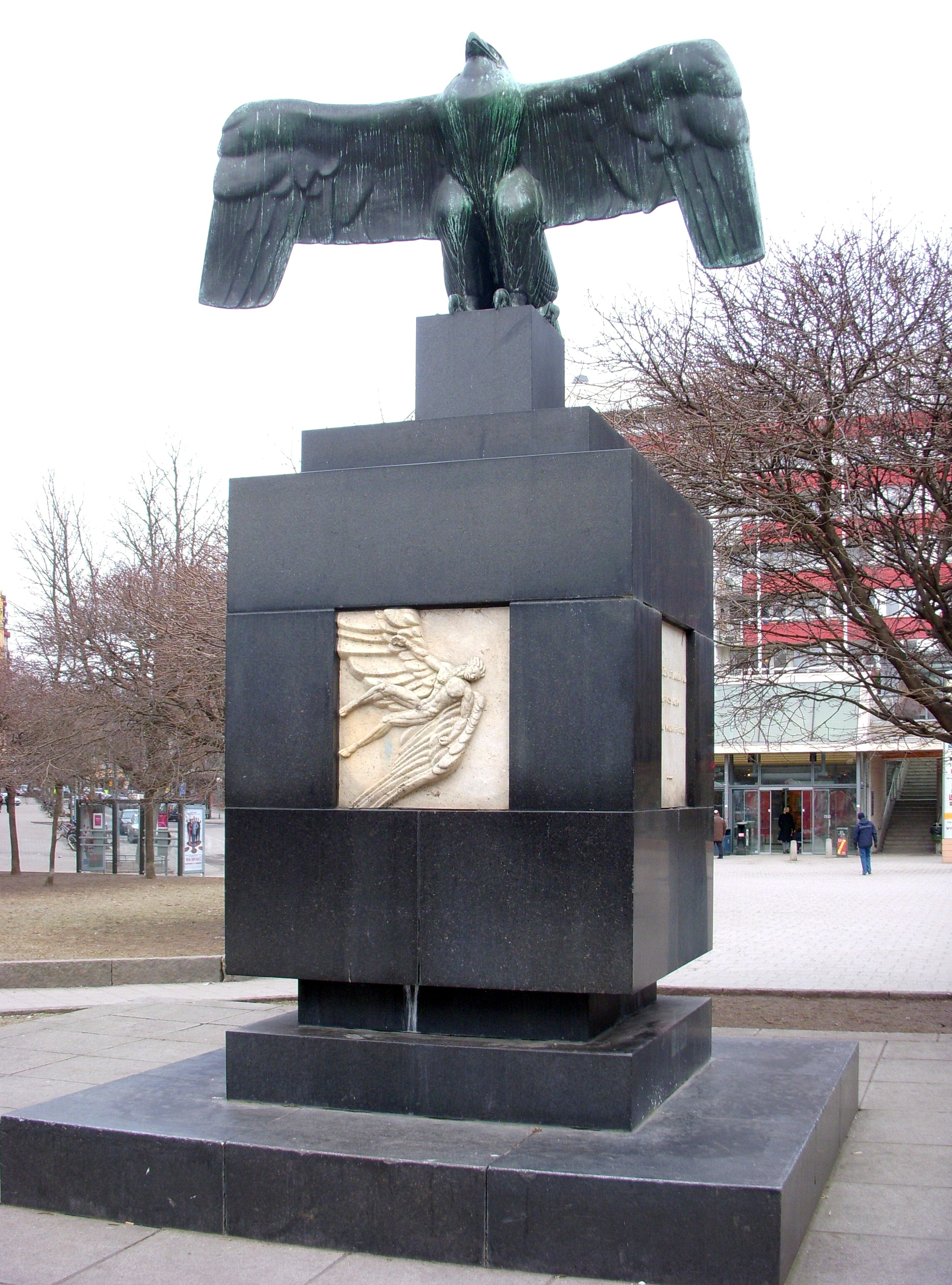
Flygarmonumentet, 2009.

Flygarmonumentet är en skulptur av Carl Milles som står på Gösta Bohmans plats vid norra sidan av Karlaplan i Stockholm. Monumentet restes 1931.

## Monumentet

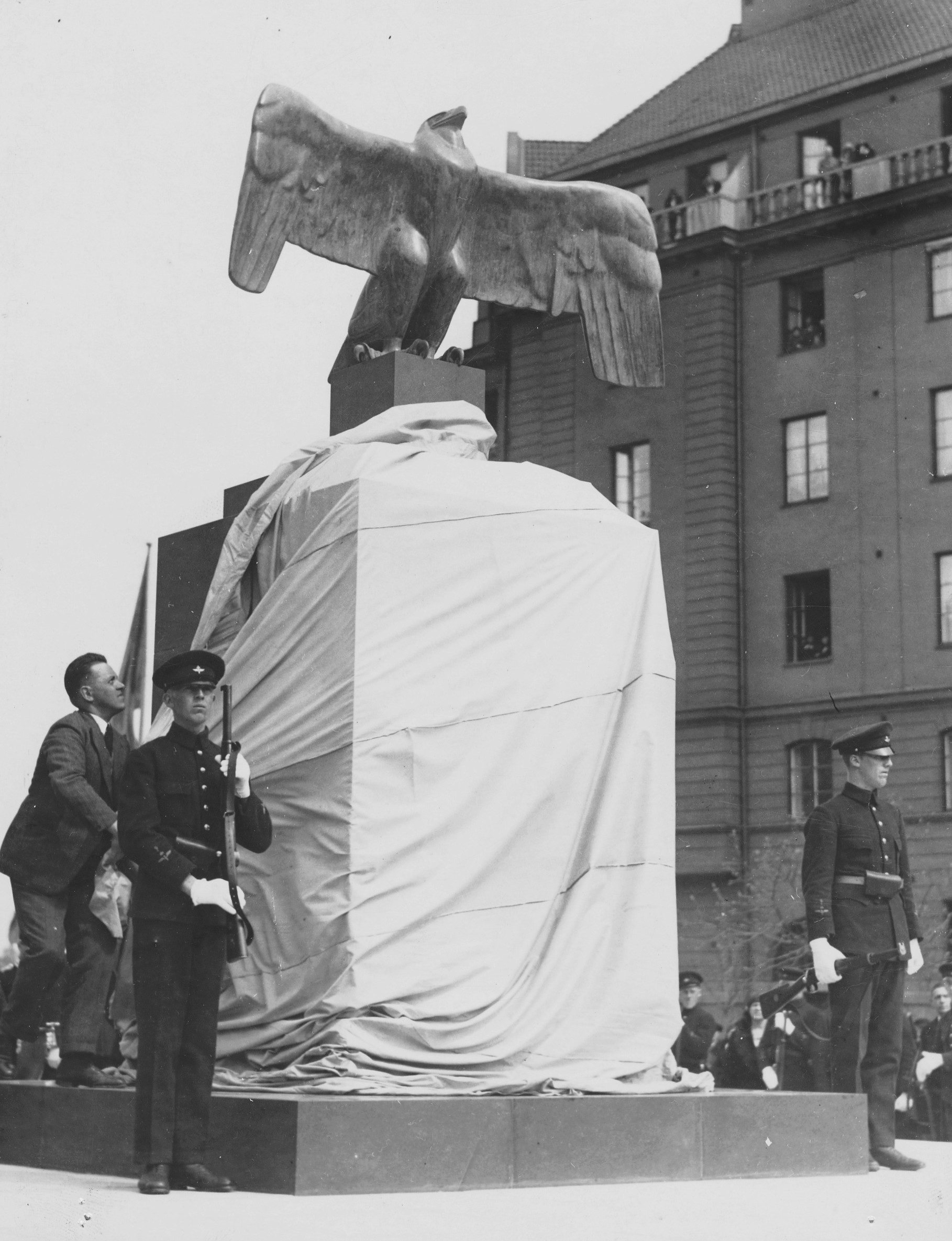
Flygarmonumentets avtäckning, maj 1931.

Verket var en gåva från Svenska Aeronautiska Sällskapet till minne över de svenska luftfartspionjärerna. Redan 1917 frågade sällskapet om Milles ville bidra med ett monument för att hedra de svenska piloter som stupade under första världskriget. Tanken var då att låta Carl Milles skulptur Vingarna bli ett svenskt flygarmonument, men Carl Milles ville göra ett nytt verk. I januari 1927 presenterade han en modell av det tilltänkta monumentet. Den föreställde en man som höll en örn i högra handen. Meningen var att den skulle huggas i granit och vara fyra meter hög exklusive sockel. Nästa idé var en skulptur med två manliga figurer, men det accepterades inte av det aeronautiska sällskapet. Enligt Milles själv var “Aeroklubben mycket svår att ha att göra med”. Resultatet av alla diskussioner mellan konstnären och uppdragsgivaren blev till slut en örn med breda vingar. År 1927 gjorde Milles en skiss i gips.
Skulpturen föreställer en stor örn med utsträckta vingar som är redo att flyga iväg. Själva örnen har en höjd av 1,85 meter och mäter 7,50 meter mellan vingspetsarna. På postamentet finns inlägg i form av reliefer som avbildar Ikaros, Andrées ballong Örnen och tidiga krigsflygplan samt två inskriptioner. Denna slutgiltiga version med örn i brons, sockel och postament i finslipad diabas, och postamentets inlägg i vit marmor skapades åren 1927–1931. Den 15 maj 1931 kunde monumentet invigas av prins Carl.
Carl Milles själv var aldrig riktigt nöjd med sitt verk och han ansåg att betalningen inte heller var adekvat. I slutet av 1930-talet var Milles inne på att ändra monumentet till sin ursprungliga idé med två män istället för örnen, men krigsutbrottet satte stopp för alla sådana planer.
Flygarmonumentet togs tillfälligt ner i samband med bygget av Karlaplans tunnelbanestation och sattes tillbaka igen när stationen var färdig 1967.

## Medaljer
Ursprungligen fanns en öppningsbar kammare i monumentet, i denna kammare fanns en öppen urna i vilken man lade en postum medalj till varje förolyckad svensk flygare. Denna sed upphörde under 1940-talet, och sedan dess hedras samtliga fallna svenska flygares minne i Flygvapnets minneshall som ligger i byggnaden Tre Vapen på Gärdet.
Medaljen utformades av Milles och den blev klar 1932. Den visar en svävande, naken mansgestalt med höjda armar och blicken uppåt.

## Detaljbilder

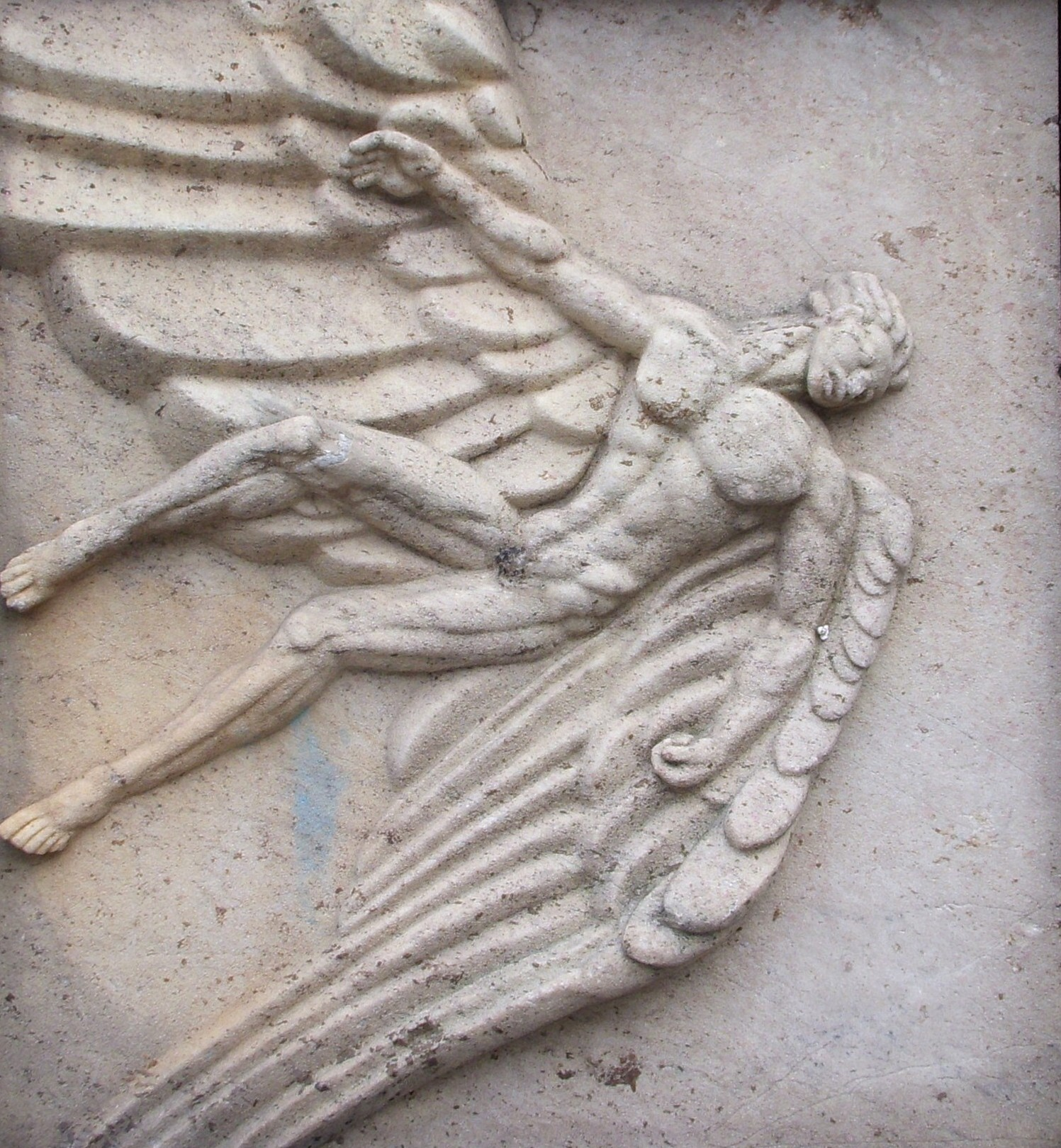
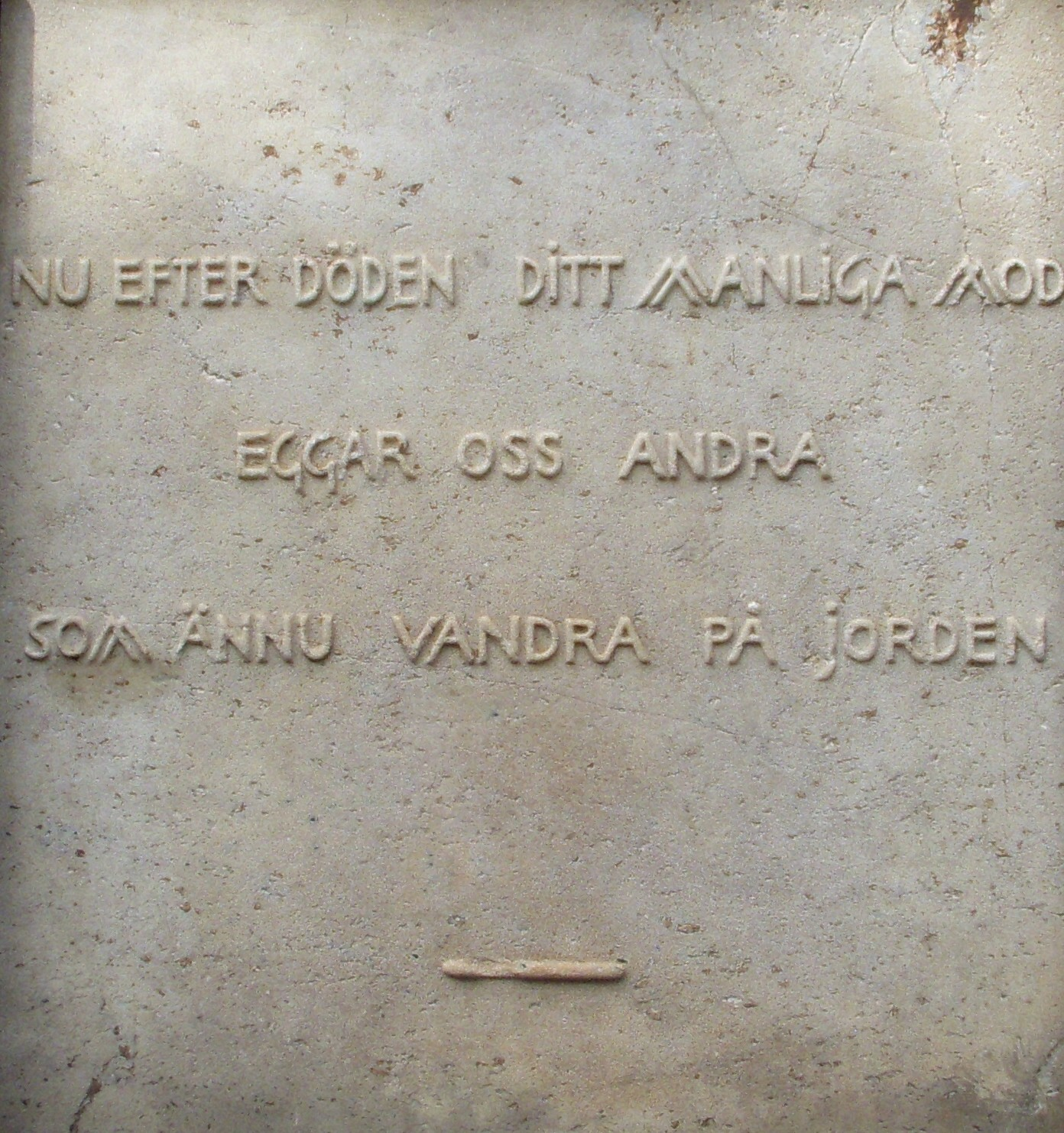
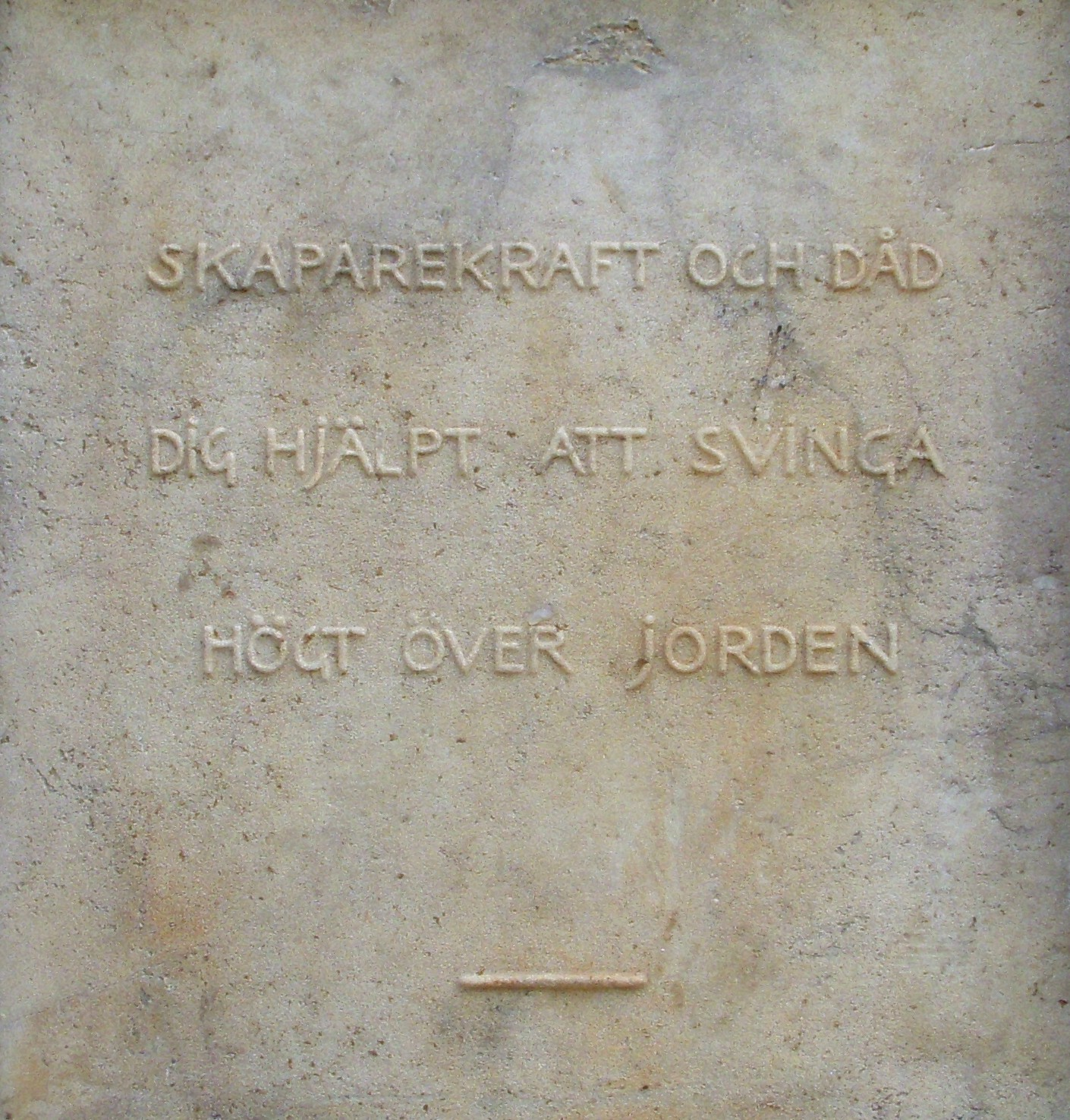
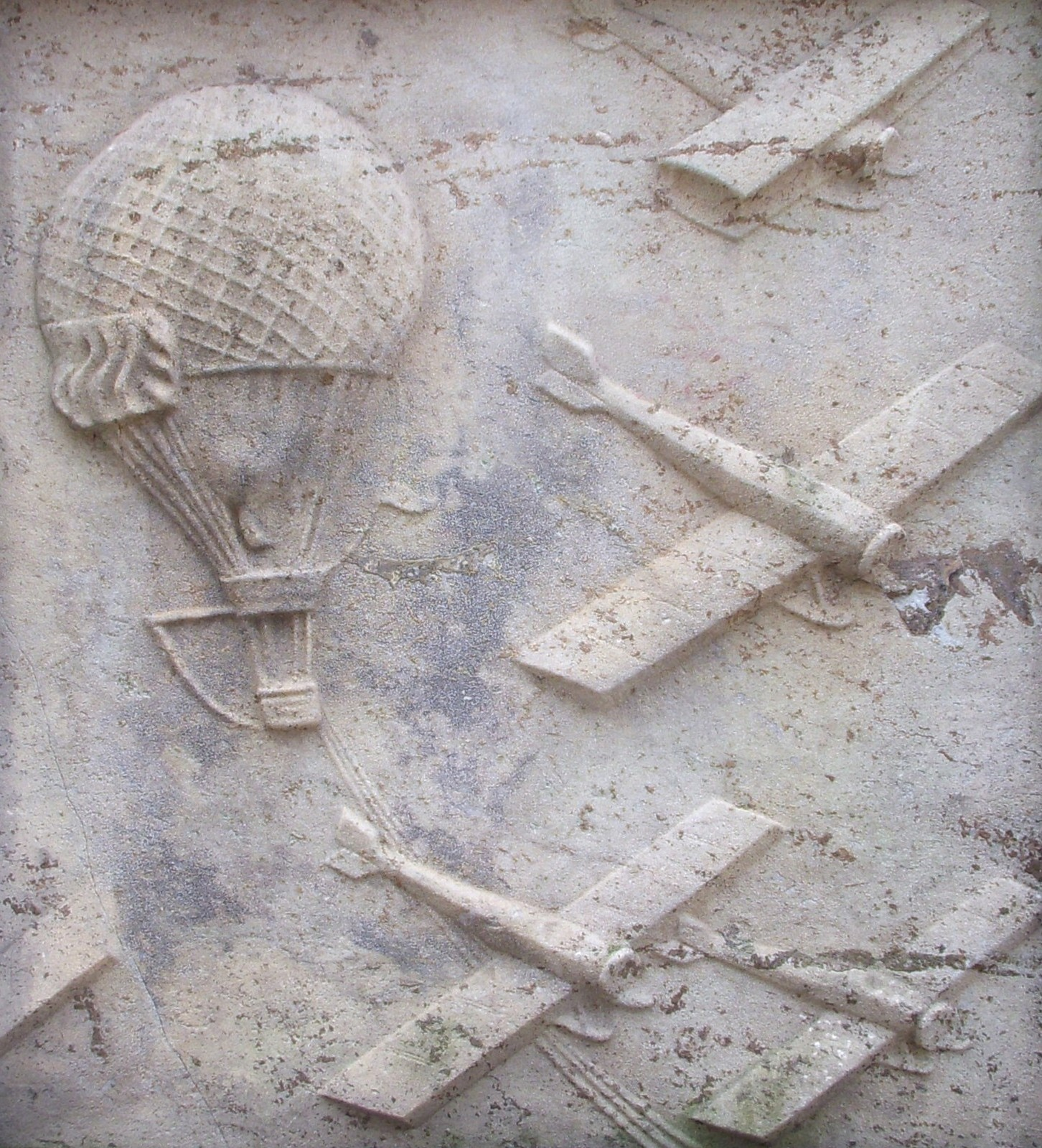

Postamentets fyra marmortavlor.